# نور الله التستري
نور الله التستري أو الشوشتري (956 هـ / 1549 م -1019 هـ / 1610 م). بالهندية: क़ाज़ी नूरुल्लाह शुस्तरी) ويُقال له كذلك القاضي نور الله التستري أو الشهيد الثالث ، هو رجل دين وفقيه ومتكلِّم شيعي إيراني الأصل من أهل تستر وهندي الهجرة.

## اسمه ونسبه
نور الله ابن السيّد محمّد شريف الدين ابن السيّد نور الله الحسيني التُستري المعروف بالقاضي التستري، وينتهي نسبه إلى الحسين الأصغر ابن زين العابدين.

## أقوال العلماء فيه
- عبد الله الأفندي:[4]

| نور الله التستري | إنه صاحب التصانيف الكثيرة الجيدة والتآليف العزيزة الحسنة المفيدة، وهو " قده " فاضل عالم دين صالح علامة فقيه محدث بصير بالسير والتواريخ جامع الفضائل ناقد في كل العلوم، شاعر منشي مجيد في قدره، مجيد في شعره | نور الله التستري |

- الحر العاملي:[4]

| نور الله التستري | كان محدثا متكلما محققا فاضلا نبيلا علامة، له كتب في نصرة المذهب ورد المخالفين | نور الله التستري |

- عبد الله الإصفهاني:[5]

| نور الله التستري | «فاضل عالم ديّن صالح علّامة فقيه محدّث، بصير بالسير والتواريخ، جامع الفضائل، ناقد في كلّ العلوم، شاعر منشي، مجيد في قدره، مجيد في شعره». | نور الله التستري |

- عبد الحسين الأميني:[6]

| نور الله التستري | كعبة الدين ومناره، ولجّة العلم وتيّاره، بلج المذهب السافر وسيفه الشاهر، وبنده الخافق ولسانه الناطق، أحد من قيّظه المولى للدعوة إليه، والأخذ بناصر الهدى، فلم يبرح باذلاً كلّه في سبيل ما اختاره له ربّه حتّى قضى شهيداً، وبعين الله ما هريق من دمه الطاهر | نور الله التستري |

## أساتذته وتلامذته
أساتذته:
- أبوه، محمّد شريف الدين التستري.
- محمّد الأديب القاري.
- عبد الرشيد التستري.
- عبد الواحد التستري.

تلامذته:
- ابنه، محمّد يوسف التستري.
- ابنه،علاء الملك التستري.
- محمّد الهروي الخراساني.
- السيّد شريف التستري.
- محمّد علي الكشميري.
- عبد الله المشهدي.[5]

## مقتله
يذكر خير الدين الزركلي في ترجمته للتستري في كتابه الأعلام أنَّه بعد ارتحاله إلى الهند «ولاه السلطان أكبر شاه قضاء القضاة بلاهور، واشترط عليه ألا يخرج في أحكامه عن المذاهب الأربعة، فاستمرَّ إلى أن أظهر غير ذلك، فقتل تحت السياط في مدينة أكبر آباد»، وأكبر آباد هي المدينة المعروفة بأگرة اليوم.

## مؤلفاته
للتستري عددٌ كبير من المؤلَّفات باللغتين العربيَّة والفارسيَّة أنهى عددها شهاب الدين المرعشي النجفي في ترجمته للتستري في شرح إحقاق الحق إلى مئةٍ وأربعين مصنَّفاً وكتاباً ورسالة، ومنها:
- إحقاق الحق وإزهاق الباطل. كُتب هذا الكتاب ردَّاً على كتاب إبطال نهج الباطل لفضل الله بن روزبهان الخنجي.[9]
- مصائب النواصب. كُتب هذا الكتاب ردَّاً على كتاب نواقض الروافض لمخدوم الشريفي.[10]
- الصوارم المهرقة. كُتب هذا الكتاب ردَّاً على كتاب الصواعق المحرقة لابن حجر الهيتمي.[11]
- تذهيب الأكمام في شرح تهذيب الأحكام. شرحٌ على كتاب تهذيب الأحكام للطوسي.[12]
- مجالس المؤمنين. فارسي، ذكره آغا بزرگ الطهراني قائلاً أنَّه « في أحوال المشاهير من شيعة أمير المؤمنين عليه السلام من الصحابة والتابعين والرواة والمجتهدين والحكماء والمتكلمين والأمراء والسلاطين والشعراء والعارفين».[13]
- السحاب المطير في تفسير آية التطهير.[14]
- الحسن والقبح.[15]

- أنموذج العلوم. يُقال له كذلك الرسالة الجلالية كذلك.[16]
- دافع النفاق. ذكره الطهراني قائلاً أنَّه قد يُسمَّى دافعة النفاق.[17]
- البحر الغزير في تقدير الماء الكثير.[18]
- اللمعة في صلاة الجمعة. ذهب فيه إلى حرمة صلاة الجمعة في عصر الغيبة الكبرى.[19]
- ذكر الأبقى.[20]
- گوهر شاهوار. فارسي.[21]
- موائد الأنعام.[22]
- النور الأنور والنور الأزهر في تنوير خفايا القضاء والقدر.[23]